# Стадольник, Иван Константинович
Иван Константинович Стадольник (12 сентября 1940 — 4 мая 2021) — белорусский советский писатель, поэт, драматург, журналист, общественный деятель, член Союза писателей Беларуси (1980), член Союза журналистов Беларуси (1975).

## Биография
Родился 12 сентября 1940 года в деревне Янки Докшицкого сельсовета в крестьянской семье.
В 1947 году пошёл в первый класс Янковской начальной школы. После окончания Докшицкой средней школы (1959) работал в колхозе имени Суворова Докшицкого района, кочегаром на целине (на станции Куприяновка Рузаевского района (Какчетавской области). Вернувшись оттуда, снова работал в колхозе, позже библиотекарем Березовской библиотеки Докшицкого района.
В 1960 году поступил на зубоврачебное отделение Полоцкого медучилища, которое окончил в 1963 году.
До 1967 года был зубным врачом и и. о. главного врача Мосарской сельской больницы Глубокского района. В это же время учился заочно на факультете журналистики БГУ (1965—1971).
В 1967—1971 гг. ответственный секретарь, с 1971 года заведующий отделом сельского хозяйства полоцкой объединённой газеты «Сцяг камунізму».
С 1980 г. редактор отдела литературы, с 1984 года ответственный секретарь журнала «Вожык», с 1991 года — журнала «Тэатральная Беларусь».
Член Союза писателей Беларуси (1980).
Жена Лаврикова Валентина Романовна (1940 г.р.); дочери Аэлита (1966 г.р.) и Юлия (1973 г.р.); четверо внуков.
Скончался 4 мая 2021 года от COVID-19 в городе Минске.

## Творчество
Стихи начал писать в школьные годы. Первый стих «З новым годам» был напечатан 01.01.1960 г. в докшицкой районной газете «Ленінская трыбуна». Позже, с 1962 года, стихи И. Стадольника печатались в газетах «Літаратура і мастацтва», «Чырвоная змена», «Віцебскі рабочы», «Піянер Беларусі»; рассказы — в журналах «Полымя», «Нёман», «Маладосць», «Беларусь», «Бярозка», «Вясёлка», «Наш современник» и др., в сборниках «Словы аб роднай прыродзе», «Вяснянка», «Беларуская байка». В
1967 году в журнале «Вожык» помещена первая юмореска И. Стадольника — «Прататып», а в 1971 г. на страницах газеты «Літаратура і мастацтва» — первый рассказ «Уладзіны». Автор сборников сатиры и юмора «Як тут не смяяцца» (1985), рассказов «Хачу табе шчасця» (1979), «Сёмае неба» (2013), повести и рассказов «Лістапад на пачатку лета» (1987), комедии-фарса «Залатое вяселле» (1995), общих сборников «Крыштальная душа», «Адварот паварот», «Влюбленные в Беларусь», «Агонь крывёю не заліць», «Радзіма мая, гэта я», «Небяспечная знаходка», «Подожди, красавица» и др.
О творчестве Ивана Стадольника высказывались многие известные писатели Беларуси, среди них, Геннадий Пашков, Наум Гальперович, Янка Брыль, Владимир Короткевич и др. Некоторые произведения переведены на русский, украинский, литовский и польский языки.